# Todd MacCulloch
Todd Carlyle MacCulloch (Winnipeg, 27 gennaio 1976) è un ex cestista canadese, professionista nella NBA.

## Caratteristiche tecniche
Giocava nel ruolo di centro, sfruttando i suoi 2,13 metri di altezza. È un lungo più fisico che atletico, con una notevole tecnica nel gioco in post basso (soprattutto in attacco). Si è ritirato molto prematuramente, a causa di disturbi neuromuscolari ai piedi.

## Carriera
MacCulloch ebbe una carriera collegiale assai promettente, guidando per tre anni consecutivi la NCAA nella percentuale dal campo (sempre sopra il 65%), cosa riuscita fino ad allora soltanto a Jerry Lucas. Raggiunse inoltre medie superiori ai 18 punti e 10 rimbalzi a partita.
Al draft NBA 1999 venne scelto al 2º giro di chiamate dai Philadelphia 76ers; nelle sue prime due stagioni a Philadelphia MacCulloch ebbe uno spazio molto limitato. Nel 2002 venne scambiato con i New Jersey Nets, con i quali riuscì invece a conquistarsi la presenza in campo per più di 20 minuti a partita; ciò gli consentì di produrre buone cifre, da 9,7 punti e 6,1 rimbalzi di media, contribuendo in modo sostanzioso al raggiungimento delle Finals. Nel 2003 tornò a giocare per i 76ers, dove gli venne stavolta concesso un minutaggio di rilievo. Durante i 4 anni di carriera, MacCulloch si era distinto per le buonissime percentuali di tiro (54,1%), spiccando nel 2001 con un 58,9%, primo della NBA.
Nell'estate 2003 è stato costretto ad annunciare un ritiro molto prematuro e doloroso, scelta obbligata dalla malattia di Charcot-Marie-Tooth, che ha affetto i suoi piedi impedendogli di proseguire l'attività agonistica. Attualmente è il commentatore ufficiale ai microfoni dei Philadelphia 76ers.

## Statistiche

### College
| Anno      | Squadra            | PG  | PT | MP   | TC%  | 3P% | TL%  | RP   | AP  | PRP | SP  | PP   |
| --------- | ------------------ | --- | -- | ---- | ---- | --- | ---- | ---- | --- | --- | --- | ---- |
| 1995-1996 | Washington Huskies | 28  | -  | 15,0 | 67,5 | -   | 64,4 | 4,8  | 0,1 | 0,4 | 1,1 | 8,8  |
| 1996-1997 | Washington Huskies | 28  | 24 | 21,9 | 67,6 | -   | 73,5 | 7,3  | 0,4 | 0,6 | 0,9 | 14,2 |
| 1997-1998 | Washington Huskies | 30  | 30 | 28,3 | 65,0 | -   | 70,4 | 9,7  | 0,4 | 0,4 | 1,3 | 18,6 |
| 1998-1999 | Washington Huskies | 29  | 29 | 31,2 | 66,2 | -   | 59,5 | 11,9 | 0,8 | 1,0 | 1,6 | 18,7 |
| Carriera  | Carriera           | 115 | 83 | 24,2 | 66,4 | -   | 66,0 | 8,5  | 0,4 | 0,6 | 1,2 | 15,2 |

### NBA

#### Regular Season
| Anno      | Squadra            | PG  | PT  | MP   | TC%  | 3P% | TL%  | RP  | AP  | PRP | SP  | PP  |
| --------- | ------------------ | --- | --- | ---- | ---- | --- | ---- | --- | --- | --- | --- | --- |
| 1999-2000 | Philadelphia 76ers | 56  | 6   | 9,4  | 55,3 | -   | 51,9 | 2,6 | 0,2 | 0,2 | 0,7 | 3,7 |
| 2000-2001 | Philadelphia 76ers | 63  | 3   | 9,5  | 58,9 | -   | 63,6 | 2,7 | 0,2 | 0,1 | 0,3 | 4,1 |
| 2001-2002 | N.J. Nets          | 62  | 61  | 24,2 | 53,1 | -   | 67,1 | 6,1 | 1,3 | 0,4 | 1,4 | 9,7 |
| 2002-2003 | Philadelphia 76ers | 42  | 35  | 19,3 | 51,7 | -   | 67,1 | 4,7 | 0,5 | 0,5 | 0,8 | 7,1 |
| Carriera  | Carriera           | 223 | 105 | 15,4 | 54,1 | -   | 64,2 | 4,0 | 0,5 | 0,3 | 0,8 | 6,1 |

#### Playoffs
| Anno     | Squadra            | PG | PT | MP   | TC%  | 3P% | TL%  | RP  | AP  | PRP | SP  | PP  |
| -------- | ------------------ | -- | -- | ---- | ---- | --- | ---- | --- | --- | --- | --- | --- |
| 2000     | Philadelphia 76ers | 5  | 0  | 4,8  | 66,7 | -   | 66,7 | 1,8 | 0,0 | 0,0 | 0,0 | 1,5 |
| 2001     | Philadelphia 76ers | 18 | 0  | 6,1  | 63,2 | -   | 80,0 | 1,6 | 0,2 | 0,0 | 0,2 | 3,1 |
| 2002     | N.J. Nets          | 20 | 20 | 19,2 | 49,1 | -   | 61,3 | 5,2 | 0,7 | 0,3 | 1,4 | 6,2 |
| Carriera | Carriera           | 43 | 20 | 12,0 | 53,1 | -   | 66,0 | 3,3 | 0,4 | 0,1 | 0,7 | 4,3 |